# Markus Scherer
Markus Scherer, född den 20 juni 1962 i Ludwigshafen, Tyskland, är en västtysk brottare som tog OS-silver i lätt flugviktsbrottning i den grekisk-romerska klassen 1984 i Los Angeles. 